# 西郷隆輝
西郷 隆輝（さいごう たかてる、1902年（明治35年）8月12日 - 1920年(大正9年）11月13日）は、大正時代の華族（侯爵）。父は西郷寅太郎（西郷隆盛の嫡子、陸軍大佐）、母は信子（北海道の富豪であった元薩摩藩士・園田実徳の長女）。
1919年（大正8年）、父・寅太郎がスペイン風邪のために急死し、急遽跡を嗣ぎ襲爵する。この時まだ18歳（数え）であった。ところが、母・信子は幼少の頃からの浪費家で、西郷家の嫁となってもそれは変わらず、しかも1917年（大正6年）には援助を続けていてくれた園田実徳が死去しており、生活は侯爵家とは名ばかりなほど逼迫していたところへの父の急死で、決定的なダメージを受けた。ただちに邸宅を売却して当座をしのいだものの、隆輝自身が翌1920年（大正9年）に19歳で急死した。未婚で子供がいなかったため、西郷侯爵家の跡は弟の吉之助が嗣いだ。
同年、西郷家の窮状を理解できずに浪費を続けていた信子は、実家の園田家に返されることとなった。墓所は青山霊園(1イ11-21,22)。